# Yebra
Yebra é um município da Espanha na província de Guadalajara, comunidade autónoma de Castilla-La Mancha, de área 56,49 km² com população de 515 habitantes (2006) e densidade populacional de 8,97 hab/km².
Trata-se de uma zona sísmica, sofrendo regularmente de terramotos.

## Etimologia
Esta cidade é referida pelos antigos autores gregos e romanos como Aebura. Segundo Menendez Pidal o nome terá evoluído assim: Aebura > Ebura > Ebra > Yebra.

## Demografia
| Variação demográfica do município entre 1991 e 2004 | Variação demográfica do município entre 1991 e 2004 | Variação demográfica do município entre 1991 e 2004 | Variação demográfica do município entre 1991 e 2004 |
| --------------------------------------------------- | --------------------------------------------------- | --------------------------------------------------- | --------------------------------------------------- |
| 1991                                                | 1996                                                | 2001                                                | 2004                                                |
| 596                                                 | 576                                                 | 533                                                 | 508                                                 |